# فابیو سلستینی
فابیو سلستینی (انگلیسی: Fabio Celestini؛ زادهٔ ۳۱ اکتبر ۱۹۷۵) بازیکن سابق فوتبال و مربی فوتبال اهل سوئیس است. او یک هافبک دفاعی بود، ۱۵ سال فوتبال حرفه‌ای خود را برای لوزان بازی کرد، همچنین ده سال در فرانسه و اسپانیا برای چهار باشگاه بازی کرد.
وی همچنین در تیم ملی فوتبال سوئیس بازی کرده‌است.